# I-mode
i-mode är en tjänst som gör det möjligt att visa små webbsidor i en mobiltelefon. Tjänsten lanserades 1999 i Japan av företaget NTT DoCoMo, och nådde snabbt stor popularitet. i-mode står för Information, Internet & I (Engelskans jag).
Medan den europeiska motsvarigheten WAP använder sig av sidbeskrivningsspråket WML och en specifik protokollstack för trådlösa handburna enheter, använder i-mode sig av komprimerad HTML (C-HTML), vilket enkelt redigeras på liknande sätt som för vanliga webbsidor. Sidorna skickas till mobilen genom en pakettransmission, så kallad GPRS, som ger en överföringshastighet på 115 kbit/sekund istället för dagens 9,6 kbit/sekund. Man kan använda i-mode till att bland annat skicka e-post, läsa nyheter, göra bankärenden och spela spel.
i-mode utvecklades redan från början som en billig typ av paketbaserat nätverk med högre hastighet, långt innan GPRS fanns, medan WAP-sidorna från början var baserade på långsam och dyr kretskoppling. "Paketbaserat" betyder att i-mode alltid är anslutet, till skillnad från kretskoppling där man alltid måste ringa upp. Paketbaserade dataöverföringar är även idag relativt billiga, eftersom man enbart betalar för den informationsmängd i megabyte som man sänder och tar emot.
i-mode-telefoner har en speciell knapp för att användaren ska komma åt startmenyn. Det finns mer än 5 000 officiella i-mode-sajter, och runt 100 000 eller mer icke officiella sajter, som inte är länkade till DoCoMos i-mode-portal eller DoCoMos betalningstjänster. NTT DoCoMo övervakar innehållet och tjänsterna på alla de officiella i-mode-sajterna, där de flesta är av kommersiella karaktär. Man kommer åt dem via DoCoMos i-mode-meny, men i många fall kommer man också åt dem genom att skriva in URL eller genom att använda QR code.